# Јулски стуб
Јулски стуб (фр. Colonne de Juillet) је монументални стуб у Паризу постављен у знак сећања на Револуцију из 1830. Налази се у центру Трга Бастиље и слави Trois Glorieuses — „три славна“ дана 27–29. јула 1830. када је пао Шарл X, краљ Француске, и почетак „Јулске монархије“ Луја-Филипа, краља Француске. Грађен је између 1835. и 1840. године.

## Историја
Први пројекат за један комеморативни стуб, онај који би обележио пад Бастиље, био је предвиђен 1792. године, а камен темељац је постављен 14. јула 1792. године; али пројекат никада није стигао даље од тога. Кружни базен у коме се налази постоље настао је за време Царства као део Слона Бастиље, фонтане са слоном у центру. Слон је завршен по нацртима Персијеа и Фонтена у полутрајној штукатури, али стална бронзана скулптура никада није поручена због ограничених финансија у последњим данима Царства. Његова ниска база је задржана да подупире постоље стуба.
Споменик, израђен као коринтски стуб, пројектовао је архитекта Жан-Антоан Алавоан, по налогу Луја-Филипа: Трг Бастиље је званично изабран за локацију 9. марта 1831, а грађанин-краљ поставио први камен 28. јула 1831. године, на годишњицу револуције која га је довела на власт; у Пантеону је том приликом отпевана химна са речима Виктора Игоа и музиком Фердинанда Еролда. Јулски стуб је изградио Алавоанов партнер у пројекту, Жозеф-Луј Дик. Свечано је отворен 28. јула 1840.  Музика компонована за ту прилику била је Grande symphonie funèbre et triomphale Хектора Берлиоза, која је изведена на отвореном под диригентском палицом самог Берлиоза, предводећи поворку музичара која се завршила на Тргу Бастиље.  Жан-Пјер Монтањи је том приликом доделио спомен медаље. 
У основи је уређен колумбаријум за пријем посмртних остатака 615 жртава Јулске револуције. Још 200 жртава Револуције 1848. касније је сахрањено у том простору; на тргу је симболично спаљен трон Луја-Филипа, јула 1848. године.

## Опис
Јулски стуб се састоји од двадесет и једног ваљкастог дела од ливене бронзе, тежине је преко 74 000 кг; висине 47 м, а садржи унутрашње спирално степениште, и почива на бази од белог мермера украшеној бронзаним барељефима, од којих је најпознатији лав  Антоана-Луја Барија. Петлови на угловима су такође од Барија. Стуб је гравиран именима у злату оних који су погинули током јулске револуције 1830. године.  Над коринтским капиталом је галерија ширине 4,9 м, надвишена позлаћеним глобусом, на коме стоји колосална позлаћена фигура, Огистена Димоа, Génie de la Liberté („Дух слободе“).  Смештен на једној нози у маниру Ђамболоњовог Меркура, звездама овенчани акт маше бакљом цивилизације и остацима својих поломљених ланаца. Раније се ова фигура појављивала и на француским кованицама од десет франака. Гистав Флобер, у Сентименталном образовању, упоређује статуу са великом златном звездом која сија на истоку. 